# اللجنة الاستشارية للأسماء في القارة القطبية الجنوبية

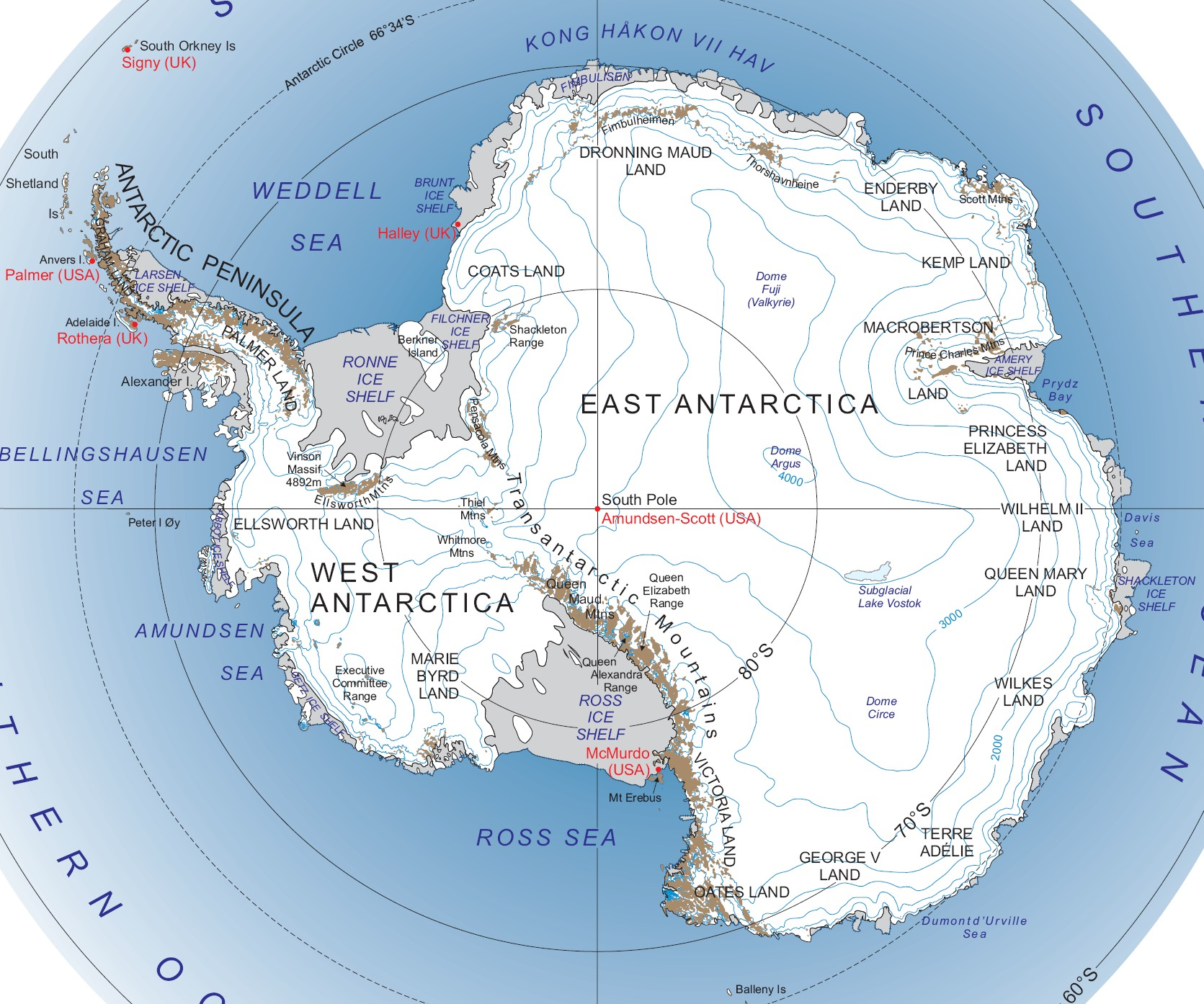

اللجنة الاستشارية المعنية بالأسماء في القارة القطبية الجنوبية (بالإنجليزية: Advisory Committee on Antarctic Names)‏ تُختصر (ACAN أو US-ACAN)، لجنة استشارية تابعة لمجلس الولايات المتحدة المعني بالأسماء الجغرافية، هي المسؤولة عن التوصية بأسماء المعالم في القارة القطبية الجنوبية. لا تعترف الولايات المتحدة بالحدود الإقليمية داخل القارة القطبية الجنوبية، لذلك تقوم اللجنة بتعيين أسماء للمعالم الجغرافية في أي مكان داخل القارة، بالتشاور مع الهيئات الوطنية الأخرى المعنية بأسماء المعالم الطبيعية حيثما كان ذلك مناسبًا.
تنتهج اللجنة سياسة نشر التسمية، على أساس أولوية التطبيق، والملاءمة، وإلى أي مدى أصبح الاستخدام معترف به.

## الهيكل والآلية
تأسست اللجنة في إطار الالتزام الدولي لمعاهدة أنتاركتيكا، التي تحظر أي مطالبات سيادية على الأرض القطبية الجنوبية. تتولى اللجنة مسؤولية تعيين أسماء جديدة للمعالم، أو تحديث الأسماء الحالية، بناءً على معايير محددة مثل الاستكشاف العلمي أو التاريخي أو الجغرافيا الفريدة لتلك المعالم. يتم اتخاذ قرارات التسمية بناءً على المشاورات مع الدول الأخرى والهيئات المتخصصة.

## أمثلة على الأسماء الجغرافية في القارة القطبية الجنوبية
تعد تسميات المعالم الجغرافية في القارة القطبية الجنوبية جزءًا من عملية تكريم العلماء والمستكشفين الذين قدموا إسهامات هامة في فهم البيئة القطبية. من بين الأمثلة البارزة

### جبل سينها (Mount Sinha):
في عام 2014، تم تسمية هذا الجبل تكريمًا للعالم الهندي-الأمريكي أكوري سينها، الذي شارك في بعثات استكشافية إلى القارة القطبية الجنوبية في 1971 و1972، حيث أجرى أبحاثًا على الحياة البرية في البحار القطبية.

### جبل كوك(Mount Cook):
سُمي هذا الجبل على اسم المستكشف البريطاني جيمس كوك، الذي قام بأبحاث استكشافية في المنطقة القطبية الجنوبية. جبل كوك يعد واحدًا من أعلى المعالم في القارة القطبية الجنوبية وهو جزء من سلسلة جبال ترينغلو. هذه التسمية هي تكريم لرحلات كوك الاستكشافية وأبحاثه في هذا الجزء من العالم.

### جزيرة هيرد(Heard Island):
تقع جزيرة هيرد في المحيط الهندي بالقرب من القارة القطبية الجنوبية، وقد سُميت على اسم المستكشف البريطاني جون هيرد. تسميتها تعكس الدور المهم للاستكشافات البحرية التي كانت تُجريها بريطانيا في المناطق المحيطية القطبية. الجزيرة تعد جزءًا من الأراضي البريطانية في القطب الجنوبي.

### جبل سكوت (Mount Scott):
في القارة القطبية الجنوبية، جبل سكوت هو أحد المعالم الجغرافية البارزة التي سميت تكريمًا للمستكشف البريطاني روبرت فالكون سكوت. يعد هذا الجبل جزءًا من جبال ترينغلو ويُعتبر رمزًا للأبحاث العلمية التي أجراها سكوت في المنطقة.

### جزيرة بوا (Bowa Island):
جزيرة بوا هي واحدة من العديد من المعالم الجغرافية في القارة القطبية الجنوبية التي سميت تيمنًا بالعلماء والمستكشفين الذين أسهموا في الأبحاث القطبية. هذه الجزيرة تسلط الضوء على الدور المهم للعلماء الأوروبيين الذين قاموا بدراسات جغرافية وعلمية في المنطقة.